# Jaromír
Jaromír je staré slovanské jméno, které znamená Slavný silou či slavný bujností. V českém občanském kalendáři jeho svátek připadá na 24. září.

## Domácí podoby jmen
Variantami Jaromíra jsou: Jára, Jarýsek, Jája, Jarek, Jaromírek, Jaroušek, Jarinek, Míra, Jary, Jaryn, Jaro, Jareček, Jarda

## Statistické údaje
Následující tabulka uvádí četnost jména v ČR a pořadí mezi mužskými jmény ve srovnání dvou roků, pro které jsou dostupné údaje MV ČR – lze z ní tedy vysledovat trend v užívání tohoto jména:
| Rok  | Četnost | Pořadí |
| 1999 | 38631   | 28.    |
| 2002 | 37760   | 28.    |
| 2009 | 34618   | 32.    |
| 2016 | 30984   | 86.    |

## Jaromír v jiných jazycích
- Slovensky: Jaromír
- Polsky, srbsky: Jaromir

## Známí Jaromírové
- Jaromír (kníže) – český kníže
- Jaromír (pražský biskup) (Gebhart) – pražský biskup
- Jaromír Bosák – český sportovní komentátor
- Jaromír Hanzlík – český herec
- Jaromír Jágr – český hokejista
- Jaromír Jiroutek (1901–1971) – kladenský pediatr
- Jaromír John – český spisovatel
- Jaromír Korčák – český geograf, demograf a statistik
- Jaromír Nohavica – český písničkář, textař a libretista
- Jaromír Pelc – český básník, spisovatel, novinář, kritik
- Jaromír Sedláček – český právník
- Jaromír Štětina – český novinář a politik
- Jaromír Soukup – český podnikatel a moderátor
- Jaromír Tomeček - český spisovatel, milovník a ochránce přírody